# A. C. N. Nambiar
Arathil Chandeth Narayanan Nambiar (15 de junio de 1896, Thalassery, Kerala, India británica - India, 17 de enero de 1986) fue un político nacionalista, periodista, escritor y diplomático indio, amigo y colega de Subhas Chandra Bose. Nambiar pasó gran parte de su vida al servicio del Movimiento de independencia indio en Europa.

## Biografía

### En Europa
Nambiar había estado trabajando en Europa como periodista de izquierda durante algún tiempo cuando estalló la Segunda Guerra Mundial. En la década de 1930 fue golpeado por soldados de asalto nacionalsocialistas, encarcelado y luego deportado, al principio a Praga. Al estallar la guerra estaba trabajando en París.
Según los documentos del MI5 que permanecieron clasificados hasta 2014, los británicos creían que Nambiar era un espía soviético antes de la guerra. Los documentos muestran que un desertor soviético en la década de 1950 dijo que Nambiar había sido agente del GRU en la década de 1920. Nambiar había visitado Moscú en 1929 mientras estaba activo en organizaciones comunistas indias. (Los documentos desclasificados también incluyeron correspondencia entre Nambiar y Bose capturada después de la rendición del submarino alemán U-234.)
En enero de 1942 se unió al Centro India Libre como segundo al mando de Bose. Esta organización fue creada por Bose para promover la independencia india y ayudar a los enemigos del Imperio Británico, a saber, la Alemania nazi, el Imperio de Japón y las otras potencias del Eje. Nambiar era un recluta renuente; su política antinazi lo puso en una posición incómoda, pero finalmente sucumbió a la persuasión de Bose y se mudó a Berlín. Nambiar estableció una sucursal del Centro India Libre en París antes de partir. El Centro de Berlín recibió el estatus de una misión extranjera por parte de Alemania y dirigió una estación de radio de propaganda. También controlaba y reclutaba a la Legión India Libre. Este fue fundado por Bose y fue reclutado principalmente de prisioneros de guerra indios, voluntarios nacionalistas y encargados por alemanes. Originalmente estaba destinado a usarlo para luchar contra los británicos en la India, pero finalmente se desplegó para defender la costa francesa.
En enero de 1943, Bose fue transferido en secreto por submarino al teatro de guerra japonés, dejando a Nambiar a cargo en Alemania. Había más posibilidades de reclutamiento para la causa de Bose entre los prisioneros indios; Se tomaron grandes cantidades en la caída de Singapur. La actitud de Bose y Nambiar hacia el Tercer Reich se transformó lentamente de verla como una forma conveniente de obtener apoyo material para su causa a creer que la victoria alemana era esencial para que ellos tuvieran éxito. Como consecuencia, aceptaron cada vez más el uso de la Legión en la causa alemana en lugar de exclusivamente en la India. En abril, Nambiar tuvo que lidiar con un motín en la Legión, que se resistía a mudarse a los Países Bajos según lo ordenado. Habían creído que lucharían en la India o en algún lugar desde donde pudieran atacar hacia la India, como el norte de África. En agosto, las operaciones del Centro se vieron gravemente interrumpidas por los bombardeos aliados y la propia casa de Nambiar fue destruida. La mayor parte de la actividad se trasladó fuera de Berlín, pero Nambiar permaneció allí como representante oficial de Bose. En marzo de 1944, Nambiar fue nombrado Ministro de Estado en el Gobierno Provisional de Bose.
En agosto de 1943, la Legión, ahora con una fuerza de tres batallones, fue trasladada de los Países Bajos a Burdeos, donde encontraron el clima más agradable. Sin embargo, a medida que la amenaza de invasión aliada comenzó a asomarse, la moral se deterioró severamente. En una gira en abril y mayo de 1944, Nambiar concluyó que la moral solo podía mejorarse mediante la acción. Persuadió al reacio comandante alemán de la Legión (Teniente Coronel Krappe) para permitir que un pequeño contingente entrara en acción como experimento. La 9.ª compañía fue enviada a Italia, donde algunos miembros del personal de la Legión ya estaban siendo utilizados en funciones de inteligencia y propaganda. El experimento fue un completo fracaso. Se colocaron frente a una fuerza polaca. El grupo de reconocimiento inicial inmediatamente abandonó, seguido por toda la compañía que se negó a entrar en acción alegando que los polacos no eran su enemigo.

### Posguerra
Nambiar fue encarcelado después de la guerra por colaborar con el enemigo. Escapó a Suiza y, en contra de los deseos de Gran Bretaña, el gobierno provisional de Nehru le dio un pasaporte indio. Luego trabajó como consejero en la Legación India en Berna. Fue nombrado embajador indio en Escandinavia, luego, en 1955 fue nombrado segundo embajador indio en la República Federal de Alemania, sucediendo a Subimal Dutt. Fue galardonado con el Padma Bhushan en 1958. Nambiar terminó su carrera como corresponsal europeo del Hindustan Times.

### Vida privada
Fue el cuarto hijo del escritor Vengayil Kunhiraman Nayanar y Arathil Kandathil Kallyani Amma. Se casó con Suhasini Chattopadhyay, la hermana de Sarojini Naidu, y la primera mujer comunista miembro de la India en 1919. Más tarde se separaron.